# Monika Kuszyńska
Monika Kuszyńska (ur. 14 stycznia 1980 w Łodzi) – polska piosenkarka i autorka tekstów.
W latach 2000–2010 wokalistka zespołu Varius Manx, z którym wydała trzy albumy studyjne: Eta (2001), Eno (2002), Emi (2003) i zdobyła pierwszą nagrodę za utwór „Moje Eldorado” na Festiwalu Piosenki Krajów Nadbałtyckich w Karlshamn. Od 2009 artystka solowa, wydała album studyjny pt. Ocalona (2012). W 2015 reprezentowała Polskę z utworem „In the Name of Love” w 60. Konkursie Piosenki Eurowizji w Wiedniu. Laureatka Superjedynki.
Była uczestniczką bądź bohaterką programów i reportaży telewizyjnych. Prowadzi działalność charytatywną, głównie na rzecz osób z niepełnosprawnością, za co została uhonorowana Złotym Krzyżem Zasługi i Medalem Św. Brata Alberta.

## Życiorys
Wychowała się w blokowisku przy ul. Hibnera 13 (obecnie ulica Waryńskiego) w Łodzi, gdzie uczyła się w Szkole Podstawowej nr 91 im. Leonida Teligi i XXI Liceum Ogólnokształcącym im. Bolesława Prusa oraz uzyskała tytuł magistra sztuki (specjalizacja: muzykoterapeuta) na Akademii Muzycznej.
W latach szkolnych śpiewała w zespole dziecięcym „Uśmiech Pana Karola”, kierowanym przez Sławomira Germaniuka. Będąc w liceum, udzielała się w szkolnym chórze i teatrze oraz brała udział w konkursach recytatorskich. Profesjonalną karierę zaczęła jako wokalistka zespołu Farenheit, który tworzyli z nią: perkusista Krzysztof Tonn, basista Bartosz Sapota, gitarzysta Radosław Osowski i klawiszowiec Dariusz Piekara. Nagrali razem dwa single: „Film” i „Sens istnienia”, z którym bez powodzenia ubiegali się o udział w koncercie „Debiutów” podczas Krajowego Festiwalu Piosenki Polskiej w Opolu.

### Działalność z Varius Manx

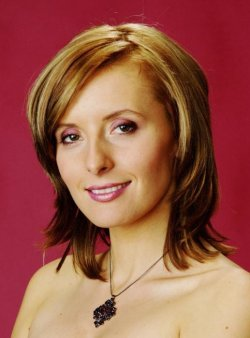
Portret Moniki Kuszyńskiej

Pod koniec 2000 została wokalistką zespołu Varius Manx, założonego przez Roberta Jansona, z którym wcześniej nawiązała współpracę, nagrywając partie wokalne do piosenek udostępnianych w publishingu. W 2001 wydali pierwszy, wspólnie nagrany album studyjny pt. Eta, który promowali singlami: „Maj” i „Jestem Twoją Afryką”. Z pierwszym utworem bez powodzenia ubiegali się o udział w koncercie „Premier” podczas 38. KFPP w Opolu. Kuszyńską po dołączeniu do zespołu stylizowano na nowy symbol seksu, wokalistka m.in. dwukrotnie wzięła udział w rozbieranej sesji zdjęciowej do magazynu „Maxim”.
W lipcu 2002 za piosenkę „Moje Eldorado” zdobyli pierwszą nagrodę w finale Festiwalu Piosenki Krajów Nadbałtyckich w Karlshamn. Utworem promowali swój drugi album pt. Eno, który wydali 21 września 2002 i na którym umieścili także kolejne single: „Jest w nim” i „Znów być kochaną”. W styczniu 2003 wzięli udział z piosenką „Sonny” w krajowych eliminacjach do 48. Konkursu Piosenki Eurowizji, a w trakcie koncertu finałowego Kuszyńska miała na sobie kostium projektu duetu Paprocki & Brzozowski. Utworem promowali album pt. Emi, który wydali w 2004 i na którym po raz pierwszy znalazły się piosenki z tekstami Kuszyńskiej. Pozostałymi singlami z płyty były utwory: „Pamiętaj mnie” i „Stay in My Heart”, który nagrali z raperem Redem. W maju zagrali recital z okazji 15-lecia istnienia Varius Manx podczas 41. KFPP w Opolu.
28 maja 2006, wracając z zespołem z koncertu w Miliczu, kierujący samochodem lider zespołu Robert Janson doprowadził do poważnego wypadku samochodowego w wyniku którego doznała przerwania rdzenia kręgowego, przez co pozostaje sparaliżowana od pasa w dół i porusza się na wózku inwalidzkim. 16 lipca 2006, w trakcie festiwalu TOPtrendy 2006 w Sopocie, odbył się koncert charytatywny na rzecz poszkodowanych w wypadku członków zespołu.

### Działalność solowa

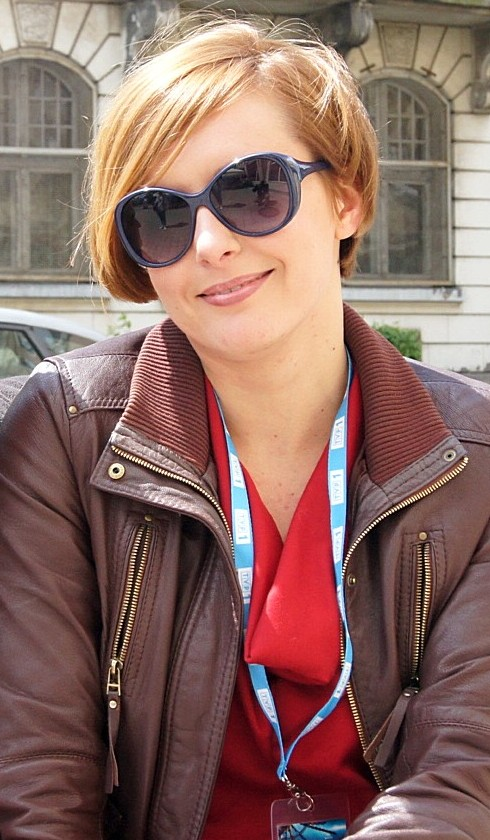
Kuszyńska podczas 49. KFPP w Opolu (2012)

W 2009 wróciła na rynek muzyczny za namową Beaty Bednarz, która zaproponowała jej napisanie tekstu oraz nagranie partii wokalnych do utworu „Nowa rodzę się”, który znalazł się na jej albumie pt. Pasja miłości. W 2010 wystąpiła publicznie w telewizji po raz pierwszy od wypadku, wykonując utwór w programie Dzień dobry TVN, poza tym udzieliła wywiadu magazynowi „Viva!”, w którym opisała swoje życie po wydarzeniach z 2006. W czerwcu 2010 była jurorką podczas 6. Festiwalu Zaczarowanej Piosenki w Krakowie, a we wrześniu w ramach Europejskiego Festiwalu Filmowego „Integracja Ty i Ja” w Koszalinie zagrała pierwszy koncert po wypadku.
W 2012 wystąpiła w kampanii reklamowej producenta rajstop Adrian oraz była kapitanem chóru z Łodzi w drugiej edycji programu TVP2 Bitwa na głosy. 2 czerwca wystąpiła z piosenką „Ocaleni”, nagraną z chórem poznanym w Bitwie na głowy, w konkursie „Premiery” podczas 49. KFPP w Opolu, a 10 dni później wydała pierwszy, solowy album studyjny pt. Ocalona. W 2013 otrzymała nominację do Wiktora w kategorii „gwiazda piosenki i estrady”, wystąpiła podczas 51. KFPP w Opolu, w którego trakcie zaśpiewała utwór „Moja i twoja nadzieja” w ramach koncertu „25 lat! Wolność – kocham i rozumiem”, a także poprowadziła cykl przedstawiający inspirujące historie ludzi w programie Dzień dobry TVN, była gościem programu Anna Dymna – spotkajmy się i była jurorką akcji „Zwykły Bohater”. W 2014 została nagrodzona w plebiscycie „Ona to Skarb”, wzięła udział w kampanii społecznej „Niepełnosprawni. Aktywni w pracy, aktywni w życiu” oraz została ambasadorką zawodów biegowych Wings for Life World Run, projektu fotograficzno-społecznego „440 kilometrów po zmianę”, programu „Równych Szans” oraz akcji T-Mobile „Pomoc mierzona kilometrami”.

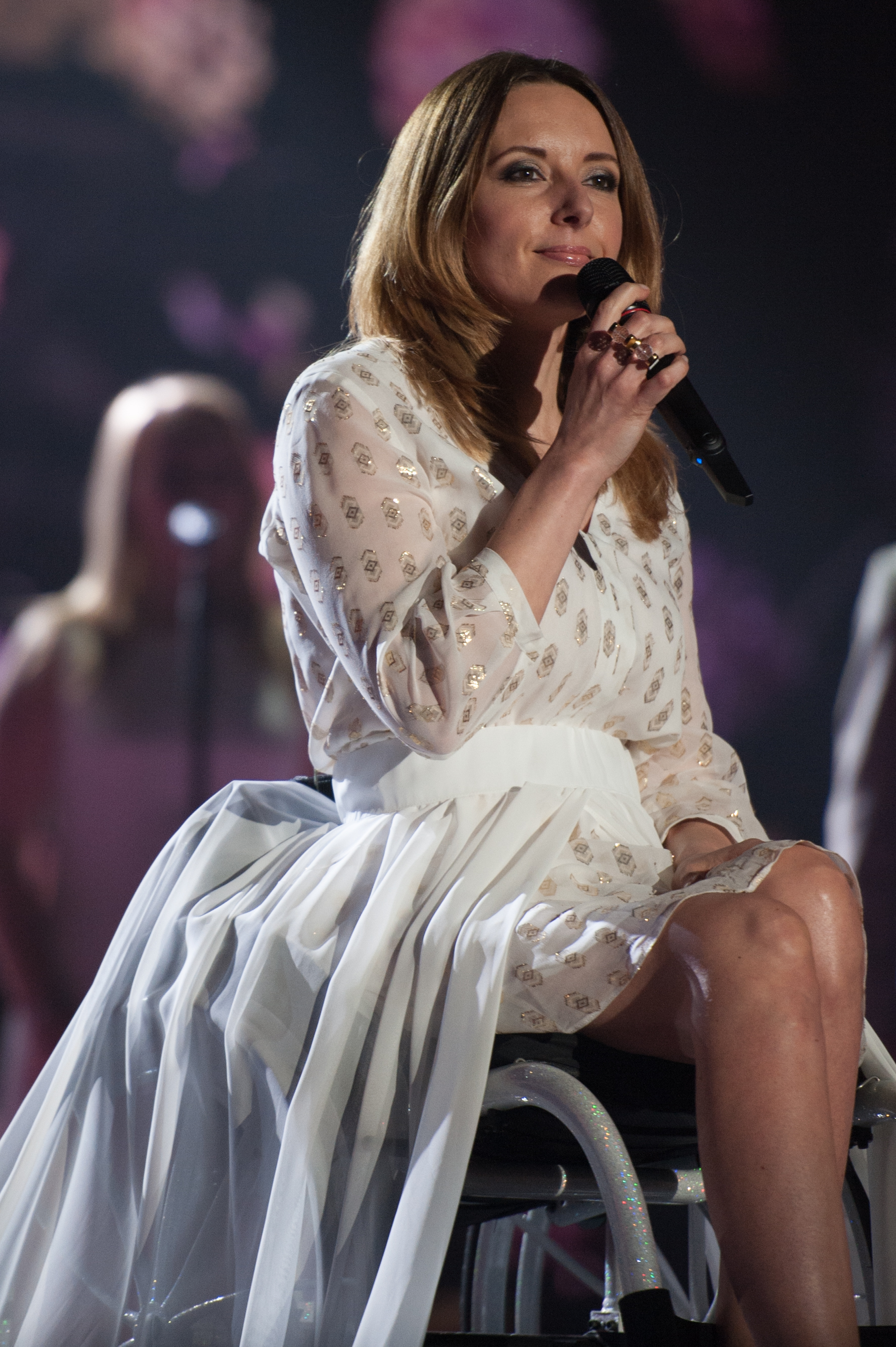
Kuszyńska podczas 60. Konkursu Piosenki Eurowizji w Wiedniu (2015)

W marcu 2015 w trakcie programu Świat się kręci została ogłoszona reprezentantką Polski w 60. Konkursie Piosenki Eurowizji w Wiedniu. Konkursową piosenkę „In the Name of Love” napisała wspólnie z Jakubem Raczyńskim, inspirując się sloganem konkursu – Building Bridges. W kwietniu wzięła udział w nagraniu krótkiego filmu (tzw. „pocztówki”), który zaprezentowany został przed jej występem na Eurowizji, poza tym wystąpiła na dwóch imprezach promocyjnych (Eurovision Pre-Party, Riga 2015 w Rydze i Eurovision in Concert w Amsterdamie) i na konferencji prasowej Vienna 12 Points organizowanej w Krakowie przez telewizję Österreichischer Rundfunk. W tym czasie nagrała także piosenkę w polskiej wersji językowej – „Obudź się i żyj”. 14 maja rozpoczęła próby do występu na Eurowizji. 21 maja wystąpiła jako ostatnia, 17. w kolejności w drugim koncercie półfinałowym i z ósmego miejsca zakwalifikowała się do finału rozgrywanego 23 maja. Zdobywszy 10 punktów, zajęła w nim 23. miejsce na 27 finalistów. Podczas występu zaprezentowała się w sukni projektu swojej siostry, Marty Kuszyńskiej. W czerwcu wystąpiła na 52. KFPP w Opolu: w koncercie „SuperDebiuty” zaśpiewała utwór „W żółtych płomieniach liści” wraz z zespołem Skaldowie, a podczas koncertu Superjedynki odebrała nagrodę dla SuperArtysty bez granic i zaśpiewała utwór „Obudź się i żyj”. 30 sierpnia zaśpiewała piosenkę „Hallelujah” w duecie z Edytą Górniak podczas koncertu „Europa to My”. 26 września ponownie wykonały ten utwór podczas koncertu Górniak w Płocku w ramach jej trasy koncertowej pt. Love 2 Love. 13 listopada nagrana przez nią piosenka „Linia życia” znalazła się na albumie zespołu Pectus pt. Kobiety. 4 listopada 2015 nakładem wydawnictwa Edipresse Polska ukazała się książka autobiograficzna Kuszyńskiej pt. „Drugie życie”, która jest wywiadem-rzeką przeprowadzonym przez Katarzynę Przybyszewską.
5 marca 2016 była gościem specjalnym w finale krajowych eliminacji do 61. Konkursu Piosenki Eurowizji, podczas którego zaśpiewała swój eurowizyjny utwór „Obudź się i żyj” i ogłosiła zwycięzcę selekcji. W maju była jedną z jurorek podczas Eurowizji 2016 oraz zaśpiewała w utworze Bartka Grzanka „Czort”. 1 czerwca 2017 wydała piosenkę „To taka miłość”, którą dedykowała synowi. 15 czerwca 2019 zaśpiewała piosenkę „Nie ma rady na miłość” w koncercie „Premier” w ramach 56. KFPP w Opolu. Utworem zapowiadała swój drugi solowy album studyjny, którego premiera miała odbyć się w dniu 40. urodzin Kuszyńskiej, jednak nie został wydany. Również w 2019 została bohaterką programu Super Polsatu Linia życia. Niepokonani, a w 2020 była mentorką w programie typu talent show TTV Usłyszcie nas!.

## Życie prywatne
Jest córką Janusza Kuszyńskiego i jego żony Bożeny z domu Staniaszek, pracowników w branży włókienniczej. Jej prababka, Maria Łęcka, miała szlacheckie korzenie. W 1980 została ochrzczona, a jej rodzicami chrzestnymi są Zygmunt Kuszyński i Teresa Chabelska. Ma młodszą o pięć lat siostrę, Martę, która jest projektantką mody.
Była związana z Krzysztofem Tonnem, perkusistą swojego pierwszego zespołu Farenheit. W latach 2002–2006 pozostawała w nieformalnym związku z muzykiem Pawłem Rurakiem-Sokalem. W styczniu 2011 zaręczyła się z saksofonistą Jakubem Raczyńskim, którego poślubiła 30 lipca 2011. Świadkami na ich ślubie byli Marta Kuszyńska i Wojciech Romanowski, siostra i rehabilitant panny młodej. W 2013 wraz z mężem otrzymała Srebrne Jabłko, nagrodę przyznawaną „najwspanialszym polskim parom” w plebiscycie czytelników miesięcznika „Pani”. Mają dwoje dzieci, Jeremiego (ur. 15 lutego 2017) i Kalinę (ur. 12 grudnia 2018). Mieszkała w Bielsku-Białej, następnie przeprowadziła się do Tuszyna pod Łodzią.
Deklaruje się jako osoba wierząca w Boga, była ambasadorką Światowych Dni Młodzieży 2016 zorganizowanych w Krakowie.

## Dyskografia
Albumy studyjne
| Rok  | Dane dot. albumu                                                                                | Najwyższa pozycja na liście |
| Rok  | Dane dot. albumu                                                                                | POL                         |
| ---- | ----------------------------------------------------------------------------------------------- | --------------------------- |
| 2012 | Ocalona - Wydany: 12 czerwca 2012 - Wytwórnia: EMI Music Poland - Formaty: CD, digital download | 40                          |

Single
| Rok                            | Tytuł                                   | Najwyższe pozycje na listach | Najwyższe pozycje na listach | Najwyższe pozycje na listach | Album   |
| Rok                            | Tytuł                                   | PiK                          | SLiP                         | WiR                          | Album   |
| ------------------------------ | --------------------------------------- | ---------------------------- | ---------------------------- | ---------------------------- | ------- |
| 2012                           | „Ocaleni”                               | –                            | –                            | 1                            | Ocalona |
| 2012                           | „Zostań chwilo”                         | –                            | –                            | –                            | Ocalona |
| 2015                           | „In the Name of Love / Obudź się i żyj” | 7                            | 33                           | 5                            | –       |
| 2019                           | „Nie ma rady na miłość”                 | –                            | –                            | –                            | –       |
| „–” pozycja nie była notowana. |                                         |                              |                              |                              |         |

Z gościnnym udziałem
| Rok  | Tytuł | Album   |
| ---- | --- | ------- |
| 2005 | „Kochać” (Red & Spinache feat. Monika Kuszyńska) | 7 rano  |
| 2014 | „Leć muzyczko symfonicznie” (Golec uOrkiestra feat. Kuba Badach, Ryszard Rynkowski, Piotr Cugowski, Ania Wyszkoni, Monika Kuszyńska, Natalia Sołtysik & Eliza Kania) | –       |
| 2015 | „Czort” (Bartek Grzanek feat. Monika Kuszyńska) | Duch    |
| 2015 | „Linia życia” (Pectus feat. Monika Kuszyńska) | Kobiety |

Utwory notowane na listach
| Rok  | Tytuł                    | Najwyższa pozycja na liście | Album   |
| Rok  | Tytuł                    | PiK                         | Album   |
| ---- | ------------------------ | --------------------------- | ------- |
| 2013 | „Kiedy jesteś przy mnie” | 28                          | Ocalona |

Pozostałe utwory
| Rok  | Tytuł                                          | Album                                   |
| ---- | ---------------------------------------------- | --------------------------------------- |
| 2009 | „Nowa rodzę się”                               | Pasja miłości                           |
| 2012 | „Matko Samotnych”                              | Przy świątecznym stole z Radiem Opole   |
| 2012 | „Kołysanka dla Michałka” (oraz Paweł Paprocki) | Czarodzieje uśmiechu 3                  |
| 2013 | „Kołysanka dla Michałka” (oraz Paweł Paprocki) | Czarodzieje uśmiechu (edycja specjalna) |
| 2016 | „Nasz Wigilijny wieczór”                       | Świąteczny czas                         |
| 2016 | „Czy jest coś piękniejszego”                   | Świąteczny czas                         |

## Teledyski
| Rok  | Utwór                                   | Reżyser           |
| ---- | --------------------------------------- | ----------------- |
| 2012 | „Ocaleni”                               | Mateusz Rakowicz  |
| 2015 | „In the Name of Love / Obudź się i żyj” | Roman Przylipiak  |
| 2019 | „Nie ma rady na miłość”                 | Lukier Production |

## Nagrody i nominacje
| Rok  | Konkurs/Nagroda                 | Kategoria                                                                 | Rezultat                     |
| ---- | ------------------------------- | ------------------------------------------------------------------------- | ---------------------------- |
| 2012 | 49. KFPP w Opolu                | SuperPremiery 2012 (udział w konkursie z utworem „Ocaleni”)               | Nominacja                    |
| 2013 | Wiktory 2012                    | Gwiazda piosenki i estrady                                                | Nominacja                    |
| 2013 | Srebrne Jabłko „Pani”           | Najwspanialsza polska para (wraz z Jakubem Raczyńskim)                    | Wygrana                      |
| 2014 | ONA to SKARB                    | Nagroda redakcji miesięcznika „SKARB”                                     | Wygrana                      |
| 2015 | Konkurs Piosenki Eurowizji 2015 | Udział w drugim półfinale konkursu z utworem „In the Name of Love”        | 8. miejsce (awans do finału) |
| 2015 | Konkurs Piosenki Eurowizji 2015 | Udział w finale konkursu z utworem „In the Name of Love”                  | 23. miejsce                  |
| 2015 | Superjedynki                    | SuperArtysta bez granic                                                   | Wygrana                      |
| 2015 | Człowiek bez barier             | Nagroda specjalna 2015                                                    | Wygrana                      |
| 2019 | 56. KFPP w Opolu                | SuperPremiery 2019 (udział w konkursie z utworem „Nie ma rady na miłość”) | Nominacja                    |

## Odznaczenia
- 2012: Laureatka Konkursu Lady D. im. Krystyny Bochenek w kategorii Kultura i sztuka[113]
- 2013: Złoty Krzyż Zasługi – za zasługi w działalności artystycznej i charytatywnej na rzecz promowania sportu osób niepełnosprawnych[114]
- 2016: Medal Św. Brata Alberta – za wolę walki z niepełnosprawnością oraz wspieranie organizacji charytatywnych[115]
- 2016: Honorowy Ambasador Stolicy Polskiej Piosenki Opole[116]